# امارت افغانستان
امارت افغانستان حکومتی پادشاهی بود که بین سال‌های ۱۸۲۳ تا ۱۹۲۶ میلادی بر منطقه‌ای بین آسیای مرکزی و جنوب آسیا حکمرانی می‌کرد که شامل افغانستان و قسمت‌هایی از پاکستان فعلی  مناطقی از جمله ( ایالت خیبر پختونخوا ، منطقه شمال غربی و منطقه قبایلی) که پیش از ۱۸۹۳ می‌شد
تاریخ این امارت از زمانی آغاز می‌شود که دوست محمد خان بارکزایی بر شهر کابل مسلط شد و دولتش را بر ویرانه‌های امپراتوری درانی بنا کرد. بخش اعظم عمر این امارت، در دوران موسوم به بازی بزرگ است. دورانی که روسیه تزاری و امپراتوری بریتانیا برای برتری در آسیای میانه با هم به رقابت می‌پرداختند. مشخصه مهم این دوران، نفوذ اروپایی‌ها در افغانستان است. امارت در آغاز عمر خود، به جنگ‌هایش با امپراتوری سیک، بر سر پیشاور ادامه می‌دهد. عملی که منجر به آغاز جنگ اول افغان و انگلیس، توسط نیروهای انگلیسی در هندوستان، شد. این جنگ سرانجام با عقب‌نشینی انگلستان و به سلطنت رسیدن مجدد دوست محمد خان اتمام یافت. اما در طول جنگ دوم افغان و انگلیس انگلیسی‌ها بر افغانها پیروز شدند و بخش‌هایی از خاک افغانستان (که امروزه شمال غربی پاکستان می‌شود) را اشغال و به خاک هند الحاق کردند. هم‌چنین کنترل امور خارجی افغانستان را تا سال ۱۹۱۹ به دست گرفتند. در نهایت امان‌الله خان، پس از اعلام استقلال افغانستان و جنگ سوم افغان و انگلیس و امضای پیمان راولپندی، استقلال افغانستان را به دست آورد.

## تاریخ
چند سال پس از بنیانگذاری امارت، منافع روسیه و انگلیس بین محمدشاه و دوست محمد خان در تضاد بود که منجر به جنگ اول انگلیس و افغانستان شد که از سال های ۱۸۳۸ تا ۱۸۴۲ جاری بود. در طول جنگ، بریتانیا، کابل پایتخت آن زمان امارت را اشغال کرد تا از تحت سلطه روسیه شدن افغانستان جلوگیری کند و گسترش روسیه را مهار کند و در عین حال افغانستان را تحت رهبری شاه شجاع، در دامان بریتانیا نگه دارد. جنگ با بازگشت دوست محمد به سلطنت و با عقب‌نشینی انگلیسی‌ها پایان یافت. آنها که نتوانستند کشور را تحت سلطه خود درآورند، در عوض روابط بیشتری برقرار کردند و به دوست محمد اجازه دادند تا به سمت اتحاد دولت متلاشی شده افغانستان حرکت کند که از جنگ‌های داخلی درانی که توسط پسران تیمورشاه به راه افتاد.
پس از مرگ دوست محمد در سال ۱۸۶۳ پسرش شیرعلی خان جانشین وی شد. اما سه سال بعد برادر بزرگترش محمدافضل خان او را برکنار کرد. در سال ۱۸۶۸، محمدافضل خان سرنگون شد و شیرعلی به عنوان امیر جایگزین شد و پس از گذراندن چند سال تبعید در روسیه به سلطنت بازگشت. بازگشت او به‌عنوان امیر منجر به درگیری‌های جدیدی با بریتانیا شد. متعاقباً، بریتانیا در ۲۱ نوامبر ۱۸۷۸ به افغانستان لشکر کشید و شیرعلی مجبور شد دوباره به روسیه فرار کند، اما او در سال ۱۸۷۹ در مزار شریف درگذشت. جانشین او، محمد یعقوب خان، به‌دنبال راه‌حل‌هایی برای صلح با روسیه بود و به آنها قدرت بیشتری در سیاست خارجی افغانستان داد. در همین حال، او در ۲۶ مه ۱۸۷۹ عهدنامه گَندَمَک را با بریتانیایی‌ها امضا کرد و کنترل امور خارجی افغانستان را صرفاً به امپراتوری بریتانیا واگذار کرد. با این حال، هنگامی که فرستاده بریتانیا سر لوئیس کاواگناری در ۳ سپتامبر ۱۸۷۹ در کابل کشته شد، انگلیسی‌ها پیشنهاد کردند که عبدالرحمن خان را به عنوان امیر بپذیرند. انگلیسی‌ها در سال ۱۸۸۰ با افغان‌ها پیمان صلح منعقد کردند و در سال ۱۸۸۱ مجدداً از افغانستان خارج شدند. بریتانیا، در سال ۱۸۹۳، افغانستان را مجبور کرد که با یک مرز جدید موافقت کند که خط دیورند نامیده می‌شود، که درست از منطقه سکونتگاه تاریخی پشتون می‌گذرد.
پس از جنگ، امیر عبدالرحمن خان که کشور را نابود کرد، قیام‌های متعددی را اصلاح و سرکوب کرد.پس از مرگ او در سال ۱۹۰۱، پسرش حبیب الله خان به عنوان امیر موفق شد و به اصلاحات ادامه داد. حبیب الله خان به دنبال آشتی با بریتانیا بود، جایی که در سال ۱۹۰۵ با انعقاد پیمان صلح با روسیه فارغ التحصیل شد.در جنگ جهانی اول، افغانستان علی‌رغم تلاش‌های آلمان و عثمانی بی‌طرف ماند. در سال ۱۹۱۹ حبیب الله خان توسط مخالفان سیاسی ترور شد.
امان الله خان پسر حبیب الله خان در سال ۱۹۱۹ علیه وارث واقعی نصرالله خان، امیر وقت افغانستان بود. اندکی پس از آن، جنگ دیگری آغاز شد که به مدت سه ماه به طول انجامید. این جنگ با معاهده افغانستان و انگلیس در سال ۱۹۱۹ پایان یافت و پس از آن، افغان‌ها توانستند حق اداره امور خارجی خود را به‌عنوان یک کشور کاملاً مستقل از سر بگیرند. امان الله خان اصلاحات کشور را آغاز کرد و در ۱۹۲۶ پادشاه افغانستان تاجگذاری کرد و پادشاهی افغانستان را تأسیس کرد.